# Trichomycterus giarettai
Trichomycterus giarettai es una especie del género de peces de agua dulce Trichomycterus, perteneciente a la familia de los trichomictéridos. Habita en ambientes acuáticos cálidos en el centro-este de Sudamérica.

## Taxonomía
Descripción original
Esta especie fue descrita originalmente en el año 2016 por los ictiólogos Maria Anaïs Barbosa y Axel M. Katz.
Etimología
Etimológicamente, el término genérico Trichomycterus se construye con palabras del idioma griego, en donde: thrix significa 'pelo' y mykter, -eros es 'nariz'. El epíteto específico giarettai es un epónimo que refiere al apellido de la persona a quien fue dedicada, el herpetólogo Ariovaldo A. Giaretta, al ser el primer investigador en haber capturado a este pez en su ambiente natural.
Localidad tipo
La localidad tipo referida es: “un pequeño arroyo en las coordenadas: 18°22′52″S 48°06′58″O / -18.38111, -48.11611 y a una altitud de 590 msnm, en el municipio de Cumari, estado de Goiás, Brasil”. Este pequeño curso fluvial de la microrregión de Catalão es un afluente del río Paranaíba.
Holotipo
El ejemplar holotipo designado es el catalogado como: UFRJ 10109, el cual midió 69,4 mm de longitud estándar. Fue capturado el 8 de agosto de 2013 por Ariovaldo A. Giaretta. Se encuentra depositado en la colección de ictiología de la Universidad Federal de Río de Janeiro (UFRJ), ubicada en la ciudad de Río de Janeiro en el estado brasileño homónimo.
Paratipos
Los paratipos fueron los catalogados como: UFRJ 9676 —de 71,2 mm de longitud estándar— y UFRJ 9739 —de 37,7 mm de longitud estándar—; ambos poseen los mismos datos de colecta que el holotipo y fueron depositados en la misma institución científica.
Relaciones filogenéticas y características
Trichomycterus giarettai está relacionado al complejo de especies Trichomycterus brasiliensis, al ser morfológicamente similar a los taxones que lo integran.
De las restantes especies del género Trichomycterus del sureste de Brasil, T. giarettai es distinguible por tener odontodes operculares dispuestos oblicuamente (verticales en las otras especies). En este pez, presentan características particulares la distribución de los poros infraorbitales, la longitud corporal, la longitud del pedúnculo caudal, el número de vértebras, los radios branquiostegales, los radios ventral y dorsal procurrentes, los odontodes operculares e interoperculares, el ancho de las barbillas nasales y la inserción de la aleta pélvica.

## Distribución

El municipio de Cumari, en el estado de Goiás, Brasil; allí fue capturada la serie típica de esta especie.

Trichomycterus giarettai solo fue localizada en un pequeño curso fluvial que desemboca en el río Paranaíba, uno de los formadores del río Paraná superior, integrante de la cuenca del Plata.
Este pez solo se conoce del arroyo que constituye su localidad tipo, ubicado a una altitud de 590 m s. n. m., en el municipio de Cumari, estado de Goiás, Brasil.
Ecorregionalmente, Trichomycterus giarettai es endémica de la ecorregión de agua dulce Paraná superior.